# Дялу-Бісерічій (Арджеш)
Дялу-Бісерічій (рум. Dealu Bisericii) — село у повіті Арджеш в Румунії. Входить до складу комуни Уда.
Село розташоване на відстані 128 км на захід від Бухареста, 21 км на захід від Пітешть, 86 км на північний схід від Крайови, 118 км на південний захід від Брашова.

## Населення
За даними перепису населення 2002 року у селі проживали 58 осіб, усі — румуни. Усі жителі села рідною мовою назвали румунську.